# Olympische Jugend-Sommerspiele 2014/Teilnehmer (Liechtenstein)
| Gelbes Symbol für Goldmedaillen mit stilisierten Olympischen Ringen | Graues Symbol für Silbermedaillen mit stilisierten Olympischen Ringen | Braundes Symbol für Bronzemedaillen mit stilisierten Olympischen Ringen |
| ------------------------------------------------------------------- | --------------------------------------------------------------------- | ----------------------------------------------------------------------- |
| —                                                                   | —                                                                     | —                                                                       |

Die Liechtensteiner Jugend-Olympiamannschaft bestand aus einer Athletin für die II. Olympischen Jugend-Sommerspiele vom 16. bis 28. August in Nanjing (Volksrepublik China), die ins Schweizer Team integriert war.
Liechtenstein erzielte keine Medaille.

## Athleten nach Sportart

### Schwimmen
| Athleten       | Wettbewerb  | Vorlauf     | Vorlauf | Halbfinale    | Halbfinale    | Finale        | Finale        |
| Athleten       | Wettbewerb  | Zeit        | Zeit    | Zeit          | Rang          | Zeit          | Rang          |
| -------------- | ----------- | ----------- | ------- | ------------- | ------------- | ------------- | ------------- |
| Mädchen        |             |             |         |               |               |               |               |
| Theresa Banzer | 100 m Brust | 1:14,26 min | 24      | ausgeschieden | ausgeschieden | ausgeschieden | ausgeschieden |
| Theresa Banzer | 200 m Brust | 2:39,88 min | 21      | –             | –             | ausgeschieden | ausgeschieden |